# Babin Potok (Republika Serbska)
Babin Potok (cyr. Бабин Поток) – wieś w Bośni i Hercegowinie, w Republice Serbskiej, w gminie Višegrad. W 2013 roku liczyła 32 mieszkańców.